# مهرآباد، ولایت سغد
مِهرآباد (پیشتر: پرولتارسک) (به تاجیکی: Пролетар) جماعت و شهرکی در غرب تاجیکستان است که در ناحیهٔ جبار رسولف ولایت سغد قرار دارد و مرکز این ناحیه محسوب می‌شود. جمعیت این جماعت در سال ۲۰۰۷ میلادی ۱۳٬۷۰۰ نفر بوده‌است.